# Valentin Tomberg
Pour les articles homonymes, voir Tomberg.
Valentin Arnoldevitch Tomberg (Saint-Pétersbourg, 12 mars 1900 – Majorque, 24 février 1973), anthroposophe, chrétien mystique, ésotériste, hermétiste et juriste né dans l'Empire russe et d'origine balte allemande.

## Biographie
Valentin Tomberg est né dans une famille luthérienne. Son père était d'origine balte allemande et était un fonctionnaire du tsar Nicolas II, si bien que dans sa famille on parlait le russe, le français et l'allemand. Sa mère, qui était russe, fut fusillée pendant la révolution d'Octobre.
Après avoir étudié, dès 1915, les auteurs hermétiques russes et français, en 1917 il devient membre de la Société théosophique russe, qu'il quittera en 1920. De 1917 à 1919 il étudie l'histoire et la philosophie à l'université de Saint-Pétersbourg. En 1920 il est initié au Martinisme par Grégoire Ottonovich Mëbes (en) et en même temps, il s’oriente vers l’anthroposophie de Rudolf Steiner. La même année il quitte Saint-Pétersbourg pour Reval (Tallin), en Estonie et à partir de cette date il étudie les langues et l'histoire des religions à l'université de Tartu. Après cette date il se marie une première fois. En 1924 il est employé à la Direction générale des Postes et des Télégraphes d'Estonie à Reval. En 1925 il devient membre de la Société anthroposophique universelle. Après avoir divorcé de sa femme en 1932, le 25 septembre de la même année il est élu Secrétaire général de la Société anthroposophique d'Estonie, en 1933 il se marie avec Maria Belotsvetov, divorcée, et comme lui membre de la société anthroposophique. Le 31 août 1933 naît leur fils Alex. À partir de 1931 Valentin Tomberg donne à Reval des conférences sur l'ésotérisme de l'Ancien et du Nouveau Testament, jusqu'en 1936. En 1938 il quitte l'Estonie pour les Pays-Bas. À la suite de divergences d'opinion avec la veuve de Steiner et le secrétaire général de la section néerlandaise, Willem Zeylmans van Emmichoven, il démissionne de la Société anthroposophique le 4 octobre 1938, sa femme démissionne en même temps que lui. Il vit à Rotterdam et de 1939 à 1940 il travaille comme secrétaire au vice-consulat d'Estonie à Amsterdam.
En 1943 Tomberg se tourne vers l'Église orthodoxe russe aux Pays-Bas, puis vers 1945, après avoir été interné dans un camp pour réfugiés en Pays-Bas, où il est interprète et il entretient des rapports suivis avec des religieux catholiques, il adhère à la foi catholique.
De 1940 à 1944 il étudie le droit avec Ernst von Hippel à l'Université de Cologne, où il obtient un doctorat en 1946, il est l'auteur d'ouvrages juridiques sur la philosophie du droit et le droit des peuples, notamment Dégénération et régénération du droit (1946) et Fondement du droit des peuples considérés comme droit de l'humanité (1949).
De 1944 à 1948, il réside à Mülheim, dans la Ruhr en Allemagne, où il donne des conférences à l'université populaire.
Après un séjour à Londres (autour de 1948) il s'installe avec sa femme et son enfant à Caversham, non loin de Reading, où il travaille pour la BBC pendant la guerre froide et jusqu'à sa retraite en 1960. 
De 1960 à 1967 il écrit directement en français son œuvre maîtresse sur les Arcanes majeurs du Tarot (1967), inspirée des leçons sur le même sujet de Grégoire Ottonovich Mëbes (en),, ouvrage qui sort d'abord en traduction allemande en 1972, avant de paraître en édition originale française à Paris en 1980.
Valentin Tomberg meurt pendant un séjour à Majorque le 14 février 1973, sa femme et collaboratrice décède deux semaines après lui.
Né et élevé dans une famille protestante, il a néanmoins eu l’occasion de faire des rencontres profondes avec l’orthodoxie chrétienne et avec les grandes religions de l’Asie,, au point que quelques anthroposophes pensaient de lui qu'il était une incarnation du bodhisattva Maitreya,,, qui serait le prochain Bouddha à venir lorsque le Dharma, l'enseignement du Bouddha Shakyamuni, aura disparu.

## Œuvres
- Innere Gewissheit. Über den weg, die Wahrheit und das Leben. Suivi de Tomberg und der Buddhismus 2013, Édition établie et présentée par Friederike Migneco et Volker Zotz, Kairos Édition,  (ISBN 978-2-919-77100-4)
- Le Mat itinérant. L'amour et ses symboles. Une méditation chrétienne sur le Tarot. Édition établie et présentée par Friederike Migneco et Volker Zotz, Luxembourg, Kairos Édition, 2007 [texte bilingue français/allemand]  (ISBN 978-2-959-98295-8).
- Lazarus, komm heraus: vier Schriften 1985,  (ISBN 3-90637-108-5).
- Méditations sur les 22 arcanes majeurs du Tarot , Éditions Aubier Montaigne, Paris, 1980, 1984, 1992 -  (ISBN 2-700-70369-3) (l'ouvrage est paru sans nom d'auteur selon la volonté de l'auteur, mais en fait c'était un secret de polichinelle, voir Antoine Faivre, Accès à l'ésotérisme occidental, tome II, Éd. Gallimard, 1996, p. 290-293, et avec une introduction de Hans Urs von Balthasar.)
- Christ and Sophia: anthroposophic meditations on the Old Testament, New Testament, and apocalypse, Great Barrington, MA: SteinerBooks, 2006.  (ISBN 0-88010-565-8).
- Degeneration und Regeneration der Rechtswissenschaft, Bonn: Bouvier, 1974,  (ISBN 3-416-01032-9).
- Études de Christosophie (articles, conférences, essais), traduit de l'allemand, Éditions Achamoth.
- Considérations anthroposophiques sur le Nouveau Testament, traduit de l'allemand, Éditions Achamoth.